# Latín
El latín (autoglotónimo: lingua Latina o Latīnum) es una lengua itálica perteneciente al subgrupo latino-falisco, y a su vez a la familia de las lenguas indoeuropeas, que fue hablada en la Antigua Roma y posteriormente durante la Edad Media y la Edad Moderna, llegando hasta la Edad Contemporánea, pues se mantuvo como lengua científica hasta el siglo XIX. Su nombre deriva de una zona geográfica de la península itálica donde se desarrolló Roma, el Lacio (en latín, Latium).
Adquirió gran importancia con la expansión de Roma, y fue lengua oficial del Imperio romano en gran parte de Europa, África septentrional y Oriente Próximo, junto al griego. Como las demás lenguas indoeuropeas en general, el latín era una lengua flexiva de tipo fusional con un mayor grado de síntesis nominal que las actuales lenguas romances, en la cual dominaba la flexión mediante sufijos, combinada en determinadas veces con el uso de las preposiciones, mientras que en las lenguas modernas derivadas dominan las construcciones analíticas con preposiciones, mientras que se ha reducido la flexión nominal a marcar solo el género y el número, conservando los casos de declinación solo en los pronombres personales (estos tienen, además, un orden fijo en los sintagmas verbales).
El latín está en la raíz de unas cuantas lenguas europeas, denominadas lenguas romances, como el español, francés, franco-provenzal, friulano, gallego, istriano, istrorrumano, italiano, ladino, ligur, lombardo, meglenorrumano, napolitano, occitano, piamontés, portugués, romanche, rumano, sardo, siciliano, valón, véneto, aragonés, arrumano, asturleonés, catalán, corso, emiliano-romañol y otros ya extintos, como el dalmático, panonio y el mozárabe. También ha influido en las palabras de las lenguas modernas debido a que durante muchos siglos, después de la caída del Imperio romano, continuó usándose en toda Europa como lingua franca para las ciencias y la política, sin ser seriamente amenazada en esa función por otras lenguas en auge (como el español en el siglo XVII o el francés en el siglo XVIII), hasta prácticamente el siglo XIX.
La Iglesia católica lo usa como lengua litúrgica oficial (sea en el rito romano o sea en los otros ritos latinos), aunque desde el Concilio Vaticano II se permiten además las lenguas vernáculas. También se usa para los nombres binarios de la clasificación científica de los reinos animal y vegetal, para denominar figuras o instituciones del mundo del Derecho, como lengua de redacción del Corpus Inscriptionum Latinarum, y en artículos de revistas científicas publicadas total o parcialmente en esta lengua.
El alfabeto latino, derivado del alfabeto griego (en sí derivado del alfabeto fenicio), es ampliamente el alfabeto más usado del mundo con diversas variantes de unas lenguas a otras. El estudio del latín, junto al del griego clásico, es parte de los llamados estudios clásicos, y aproximadamente hasta los años 1970 fue estudio casi imprescindible en las humanidades. Hasta el día de hoy, en países como Alemania, en los Gymnasien se enseña latín o griego junto a lenguas modernas.

## Historia

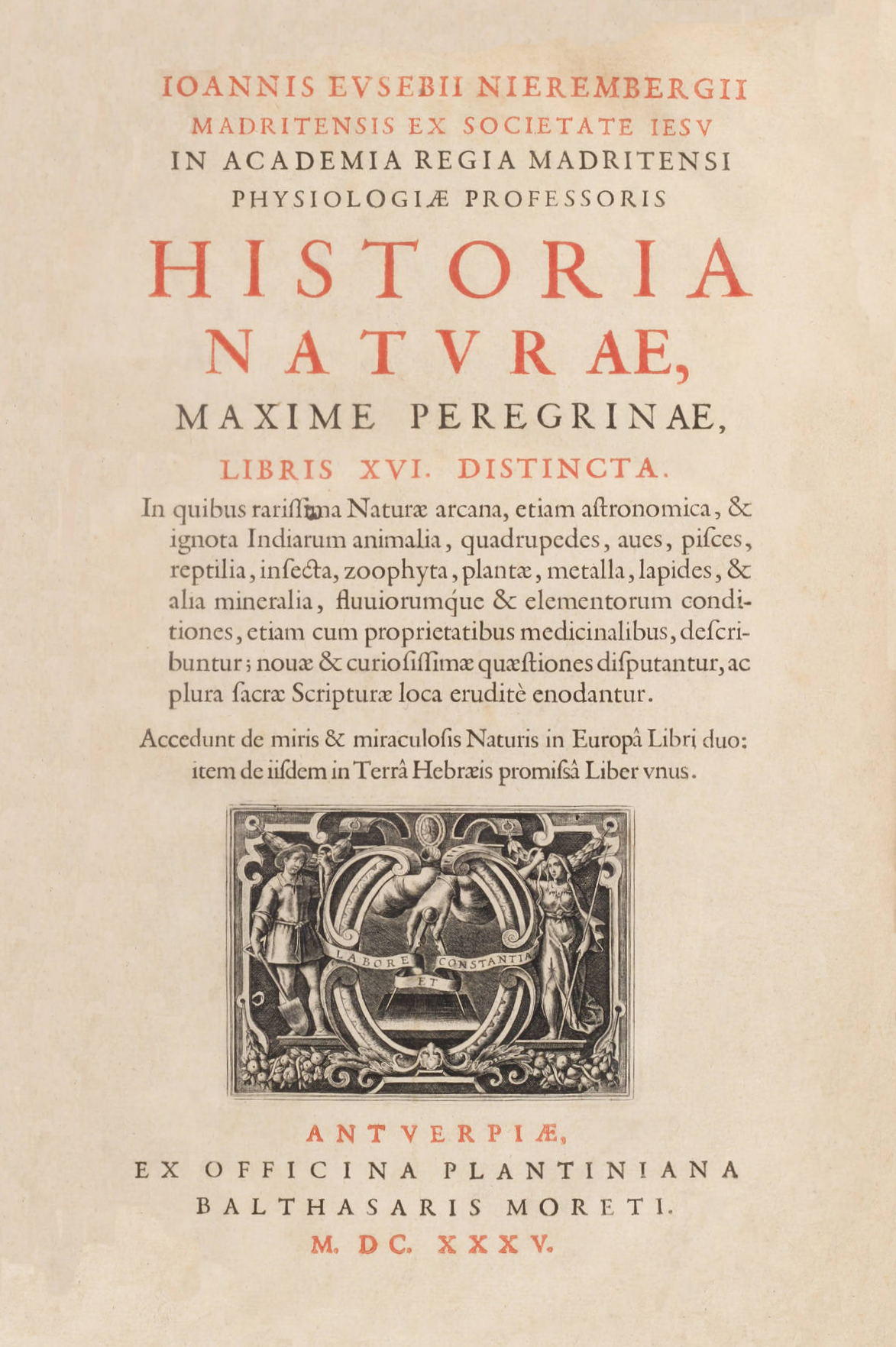
Historia natvrae, maxime peregrinae (libris XVI), de Juan Eusebio Nieremberg (1635), obra escrita en latín en el

### Períodos en la historia de la lengua latina
La historia del latín comienza en el siglo VIII a. C. y llega, por lo menos, hasta la Edad Media:
- Arcaico: desde que nace hasta que la sociedad romana entra en la órbita cultural de Grecia (helenización): siglo VIII a. C.-siglo II a. C. Autores destacados de este período son Apio Claudio el Ciego, Livio Andrónico, Nevio, Ennio, Plauto, Terencio.
- Clásico: en una época de profunda crisis económica, política y cultural, la élite cultural crea, a partir de las variedades del latín coloquial, un latín estándar (para la administración y escuelas) y un latín literario. Es la Edad de Oro de las letras latinas, cuyos autores más destacados son Cicerón, Julio César, Tito Livio, Virgilio, Horacio, Séneca, Catulo, Ovidio. Esto ocurrió aproximadamente en los siglos siglo I a. C. y siglo I d. C.
- Postclásico: la lengua hablada se va alejando progresivamente de la lengua estándar, que la escuela trata de conservar, y de la lengua literaria. Esta distancia creciente hará que de las diversas maneras de hablar latín nazcan las lenguas románicas. Y la lengua escrita, que inevitablemente también se aleja, aunque menos, de la del período anterior, se transforma en el latín escolástico o curial.
- Tardío: los Padres de la Iglesia empiezan a preocuparse por escribir un latín más puro y literario, abandonando el latín vulgar de los primeros cristianos. A este período pertenecen Tertuliano, Jerónimo de Estridón (San Jerónimo) y San Agustín.
- Medieval: el latín como se conocía ya no es hablado; por ende, el latín literario se refugia en la Iglesia, en la Corte y en la escuela, y se convierte en el vehículo de comunicación universal de los intelectuales medievales. Mientras, el latín vulgar continuaba su evolución a ritmo acelerado. Ya que las lenguas romances fueron apareciendo poco a poco, unas antes que otras, y porque el latín seguía siendo utilizado como lingua franca y culta, no se puede dar una fecha en la que se dejara de utilizar como lengua materna.
- Renacentista: en el Renacimiento la mirada de los humanistas se vuelve hacia la Antigüedad clásica, y el uso del latín cobró nueva fuerza. Petrarca, Erasmo de Róterdam, Luis Vives, Antonio de Nebrija y muchos otros escriben sus obras en latín, además de en su propia lengua.
- Científico: la lengua latina sobrevive en escritores científicos hasta entrado el siglo XIX. Descartes, Newton, Spinoza, Leibniz, Kant y Gauss escribieron sus obras en latín.

### Orígenes y expansión

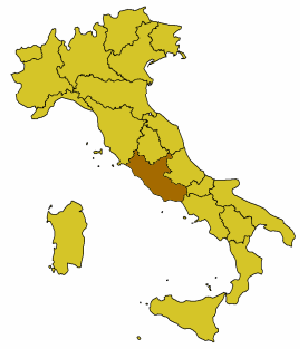
Región del Lacio (Latium) en Italia, donde surgió el latín.

Los primeros testimonios escritos en latín como la inscripción de Duenos, la fíbula prenestina y otras similares datan del siglo siglo VI a. C. en el centro de Italia, al sur del río Tíber, con los Apeninos al este y el mar Tirreno al oeste, en una región llamada Latium (Lacio), de donde proviene el nombre de la lengua y el de sus primeros habitantes; los latinos.
En los primeros siglos de Roma, desde su fundación hasta el siglo IV a. C., el latín tenía una extensión territorial limitada: Roma y algunas partes de Italia, y una población escasa. Era una lengua de campesinos y pastores.
Así lo demuestran las etimologías de muchos términos del culto religioso, del derecho o de la vida militar. Destacamos los términos stipulare ('estipular'), derivado de stipa ('paja'), o emolumentum ('emolumento'), derivado de emolere ('moler el grano'), en el lenguaje del derecho.
En este sentido, los latinos, desde época clásica al menos, hablaban de un sermo rusticus ('habla del campo'), opuesto al sermo urbanus, tomando conciencia de esta variedad dialectal del latín. «En el campo latino se dice edus ('cabrito') lo que en la ciudad haedus con una a añadida como en muchas palabras».
Después del periodo de dominación etrusca y la invasión de los galos (390 a. C.), la ciudad se fue extendiendo, en forma de República, por el resto de Italia. A finales del siglo IV a. C., Roma se había impuesto a sus vecinos itálicos. Los etruscos dejaron su impronta en la lengua y la cultura de Roma, pero los italiotas presentes en la Magna Grecia influyeron más en el latín, dotándolo de un rico léxico.
El latín de la ciudad de Roma se impuso a otras variedades de otros lugares del Lacio, de las que apenas quedaron algunos retazos en el latín literario. Esto hizo del latín una lengua con muy pocas diferencias dialectales, al contrario de lo que pasó en griego. Podemos calificar, pues, al latín de lengua unitaria.
Después, la conquista de nuevos territorios fuera de Italia, llamados provincias, empezando con las Galias por parte de César, hasta la Dacia (Rumania) por parte de Trajano, supuso la expansión del latín en un inmenso territorio y la incorporación de una ingente cantidad de nuevos hablantes.
Paralelamente a la expansión territorial de Roma, el latín se desarrolló como lengua literaria y como lingua franca a la vez que el griego, que había tenido estos papeles antes. Desde el siglo II a. C., con Plauto y Terencio, hasta el año 200 d. C. con Apuleyo tenemos una forma de latín que no tiene ninguna variación sustancial.

### Estratos del latín
El latín era una lengua itálica del subgrupo latino-falisco, lo que significa que la mayoría de sus elementos gramaticales y la mayor parte de su léxico provienen, por evolución natural, del protoitálico, el supuesto ancestro de las lenguas itálicas.
El idioma original de los grupos latinos, al desarrollarse en la península itálica, se vio influido por el contacto con hablantes de otros grupos lingüísticos presentes en la Italia antigua, tanto indoeuropeos hablantes de otros subgrupos de lenguas itálicas, principalmente de la rama osco-umbra (oscos, umbros, samnitas, picenos…), como hablantes de lenguas indoeuropeas no itálicas (mesapios, griegos, celtas…), así como hablantes de lenguas preindoeuropeas (etruscos, ligures, nuragicos…). Suelen distinguirse tres tipos de influencia sociolingüística:
- sustrato, debido al bilingüismo de pueblos que previamente a su adopción definitiva del latín usaban también otras lenguas,
- superestrato, entendida como influencia de lenguas procedentes de grupos que ocuparon territorios donde se hablaba latín, en el latín esta influencia no fue muy considerable durante los primeros siglos, a diferencia de lo que sucedería posteriormente con las lenguas románicas,
- adstrato, provocada por el contacto con otros pueblos y lenguas de prestigio contemporáneas del latín.

Esta distinción, sin embargo, puede no resultar del todo operativa; por ejemplo, el etrusco pudo haber sido a la vez substrato, adstrato y superestrato en diferentes épocas.

### Influencia sustrato
Los habitantes de las regiones de la antigua Italia en las que posteriormente se difundió el latín eran hablantes nativos de otras lenguas, tanto indoeuropeas del grupo itálico (como el latín), como de otros grupos de lenguas indoeuropeas y preindoeuropeas, que al ser asimilados finalmente a la cultura latina ejercieron cierta influencia lingüística de sustrato. A veces, para indicar estas lenguas, se habla de sustrato mediterráneo, que proporcionó al latín el nombre de algunas plantas y animales que los indoeuropeos conocieron al llegar. Son lenguas muy poco conocidas, pues quedan solo unos pocos restos escritos, algunos aún sin descifrar. Un sustrato del latín arcaico en la ciudad de Roma y alrededores fue claramente la lengua etrusca.
En cuanto a la influencia del sustrato indoeuropeo osco-umbro, resulta interesante el hecho de que prefigura algunas de las características fonéticas y fonológicas que más tarde aparecerían en las lenguas romances (ciertas palatalizaciones y monoptongaciones), pues muchos hablantes de lenguas itálicas al romanizarse conservaron ciertos rasgos fonéticos propios, incluso (marginalmente) dentro de las lenguas románicas.
Fenómenos de este tipo son la influencia céltica a la que se atribuye la lenición de las consonantes intervocálicas o la [y] francesa, el vasco (o alguna lengua parecida), al que se atribuye la aspiración de la /f/ española en /h/, o el influjo eslavo, responsable de la centralización de las vocales rumanas.
Sustrato etrusco: La influencia del etrusco en la fonología latina se refleja en el hecho de desarrollar algunas aspiradas (pulcher, 'hermoso') y la tendencia a cerrar -o en -u. Las inscripciones etruscas muestran una tendencia a realizar como aspiradas oclusivas sordas previamente no-aspiradas, y poseía un sistema fonológico de solo cuatro timbres vocálicos /a, e, i, u/, teniendo este último una cualidad entre [o] y [u] que habría influido en la tendencia del latín a cerrar algunas /*o/ en [u].
Además los numerales latinos duodeviginti ('18') y undeviginti ('19') son claramente calcos lingüísticos formados a partir de las formas etruscas esl-em zathrum ('18') thu-nem zathrum, '19' (donde zathrum es la forma etrusca para '20', esl- '2' y thun- '1'). También es un hecho de sustrato del etrusco en latín el sufijo -na en palabras como persona, etc.

### Influencia superestrato
Durante un tiempo, Roma tuvo importantes contingentes de población de origen etrusco, por lo que el etrusco fue tanto una lengua substrato como una lengua superestrato, al menos durante el período que abarca la monarquía romana y, en menor medida, la república romana. La influencia del etrusco es particularmente notoria en ciertas áreas del léxico, como la relacionada con el teatro y la adivinación. Roma también sufrió invasiones de los galos cisalpinos, aunque no parecen existir importantes indicios de influencia celta en el latín. Sí existen algunas evidencias en el vocabulario de préstamos léxicos directos de lenguas osco-umbras, que constituyen la principal influencia de tipo substrato en el latín clásico.
Por otra parte, si bien desde antiguo los romanos tenían contactos con pueblos germánicos no existen fenómenos de influencia léxica en latín clásico. A diferencia de lo que sucede con las lenguas románicas occidentales que, entre los siglos V y VIII, recibieron numerosos préstamos léxicos del germánico occidental y del germánico oriental. Esto contrasta con la profunda influencia que el latín ejerció en el predecesor del alto alemán antiguo. Igualmente, existen abundantes rastros de la administración romana en la toponimia de regiones que hoy son de habla germánica, como por ejemplo Colonia. Los elementos germánicos en la Romania occidental proceden del período del Bajo Imperio, y constituyen el principal superestrato en latín tardío. El flujo no se interrumpió en la formación de las lenguas románicas. Las influencias de los pueblos godo, alemánico, borgoñés, franco y lombardo en las lenguas románicas se da mayoritariamente en el campo de la toponimia y la antroponimia. Aparte de estos, el número de préstamos es bastante reducido.

### Influencia adstrato
Es la debida al contacto con pueblos que convivieron con los latinos sin tenerlos dominados ni depender de ellos. Este tipo de influencia se nota más en el estilo y el léxico adquiridos que en los cambios fónicos de la lengua. Los adstratos osco, umbro y griego, son responsables del alfabeto y sobre lo relacionado con la mitología, pues los romanos tomaron prestados los dioses helenos, aunque con nombres latinos.
Adstrato griego: la entrada masiva de préstamos y calcos áticos y jónicos puso en guardia a los latinos desde tiempos muy tempranos, encabezados por Catón el Viejo en el siglo III a. C. Pero en la Edad de Oro de la literatura latina los romanos se rindieron ante la evidente superioridad del idioma griego antiguo. Bien pueden resumir este sentimiento los famosos versos de Horacio: «Graecia capta ferum victorem cepit et artis / intulit agresti Latio» («La Grecia conquistada conquistó a su fiero vencedor e introdujo las artes en el rústico Lacio»).
Esta entrada masiva de helenismos no se limitó a la literatura, las ciencias o las artes. Afectó a todos los ámbitos de la lengua, léxico, gramatical y estilístico, de modo que podemos encontrar el origen griego en muchas palabras comunes de las lenguas románicas.
Después de la Edad Clásica, el cristianismo fue uno de los factores más potentes para introducir en la lengua latina hablada una serie de elementos griegos nuevos. Ej: παραβολή > parábola. Encontramos esta palabra dentro de la terminología retórica, pero sale de ella cuando se usa por los cristianos y adquiere el sentido de parábola, es decir, predicación de la vida de Jesús. Poco a poco va adquiriendo el sentido más general de «palabra», que sustituye en toda la Romanía al elemento que significaba «palabra» (verbum). El verbo que deriva de parabole (parabolare, parolare) sustituye en gran parte de la Romanía al verbo que significaba «hablar» (loquor).

## Literatura latina
El cuerpo de libros escritos en latín, retiene un legado duradero de cultura de la Antigua Roma. Los romanos produjeron una extensa cantidad de libros de poesía, comedia, tragedia, sátira, historia y retórica, trazando arduamente al modo de otras culturas, particularmente al estilo de la más madura literatura griega. Un tiempo después de que el Imperio romano de occidente cayese, la lengua latina continuaba jugando un papel muy importante en la cultura europea occidental.
La literatura latina normalmente se divide en distintos períodos. En lo que respecta a la primera, la literatura primitiva, solo restan unas pocas obras sobrevivientes, los libros de Plauto y Terencio; se han conservado dentro de los más populares autores de todos los períodos. Muchas otras, incluyendo la mayoría de los autores prominentes del latín clásico, han desaparecido, aunque bien algunas han sido redescubiertas siglos después.
El periodo del latín clásico, cuando la literatura latina es ampliamente considerada en su cumbre, se divide en la Edad Dorada, que cubre aproximadamente el periodo del inicio de siglo I a. C. hasta la mitad del siglo I d. C.; y la Edad de Plata, que se extiende hasta el siglo II d. C. La literatura escrita después de la mitad del siglo II es comúnmente denigrada e ignorada.
En el Renacimiento muchos autores clásicos fueron redescubiertos y su estilo fue conscientemente imitado. Pero sobre todo, se imitó a Cicerón, y su estilo se ha apreciado como el perfecto culmen del latín. El latín medieval fue frecuentemente despreciado como latín macarrónico; en cualquier caso, muchas grandes obras de la literatura latina fueron producidas entre la antigüedad y la Edad Media, aunque no sea de los antiguos romanos.
La literatura latina romana abarca dos partes: la literatura indígena y la imitada.
- La literatura latina romana indígena ha dejado muy pocos vestigios y solo nos ofrece fragmentos verdaderamente arcaicos e intentos de arcaísmo deliberado que proceden fundamentalmente de tiempos de la República, de los emperadores y principalmente de los Antoninos.
- La literatura latina romana imitada ha producido composiciones en que la inspiración individual se junta a la imitación más feliz, obras numerosas y elegidas que nos han llegado enteras. A veces, se han confundido las obras de origen italiano, producciones más toscas del genio agrícola o religioso de los primitivos romanos (que ofrecen un carácter más original), con las copias latinas de las obras maestras de Grecia, que ofrecen un encanto, una elegancia y una suavidad correspondientes a una civilización culta y refinada. En este último aspecto señalamos la tendencia de dos escuelas retóricas de origen griego que tuvieron gran influencia en Roma: el asianismo y el aticismo. Desde los tiempos de Cicerón estas dos tendencias estilísticas del griego entraron de lleno en latín y perduraron durante varios siglos en la literatura latina.

### Literatura temprana
- Poesía: Ennio
- Tragedia: Pacuvio, Lucio Accio

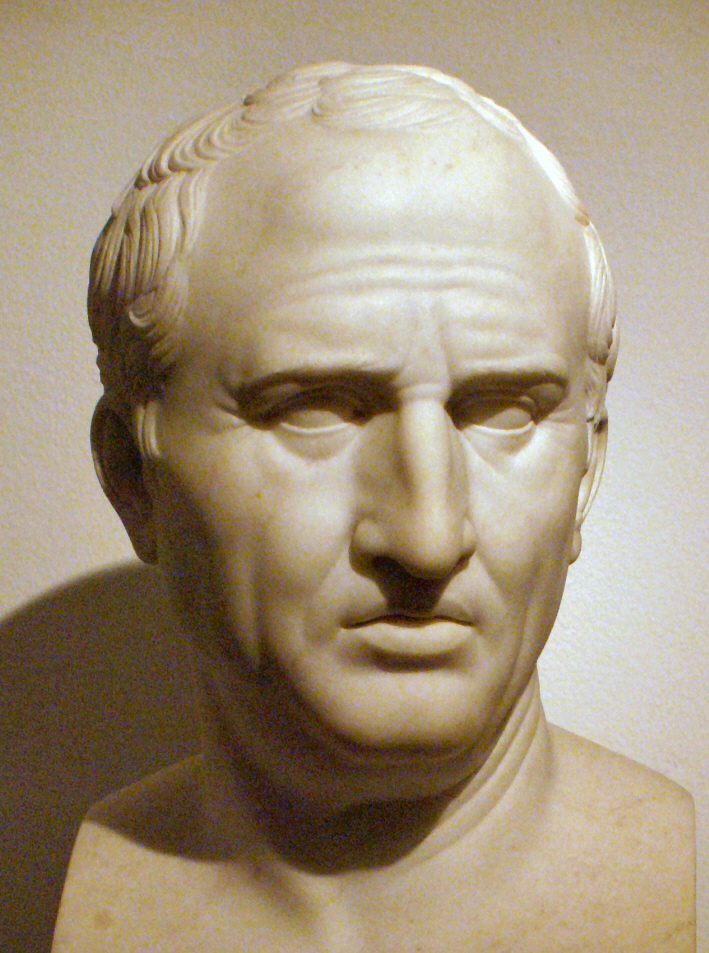
Busto de Marco Tulio Cicerón.

- Comedia: Cecilio, Terencio, Plauto

### Literatura de la Edad de Oro
- Poesía: Lucrecio, Catulo, Virgilio, Horacio, Ovidio, Tibulo, Propercio, Lucano
- Prosa: Cicerón, Julio César
- Historia: Salustio, Livio, Nepote, Tácito, Suetonio

### Literatura de la Edad de Plata
- Poesía: Estacio, Marcial, Manilio
- Prosa: Petronio, Quintiliano, Apuleyo, Séneca, Asconio
- Teatro: Séneca
- Sátira: Persio, Juvenal
- Historia: Tácito, Suetonio

## Latín culto y latín vulgar
El latín culto fue la lengua literaria, que utilizaban en sus obras autores como Plauto, Terencio, Cicerón, Tito Livio, Virgilio, Horacio, Ovidio, Séneca y Plinio el Viejo entre los siglos III a. C. y II d. C., aunque se hablaba muy poco. Era prácticamente incomprensible para la mayor parte del pueblo romano que, en su lugar, hablaba la lengua popular, el latín vulgar (vulgus significa ‘pueblo’), que se escribía bastante poco.
El plebeius sermo tenía un vocabulario muy reducido y tomó palabras originarias de distintas provincias dominadas por los romanos, desconocidas por el sermo nobilis. De igual manera, en el latín vulgar se dieron fenómenos tales como la reducción del significado de muchas palabras, la ampliación del significado de otras, el cambio de significado de términos usuales en el latín literario o el cambio de significado en otros casos.
Asimismo, en la lingua romana rustica se fueron dando diferencias en la pronunciación de las palabras y en la duración de las vocales. El latín clásico era sintético, es decir, que expresaba varias ideas en una sola palabra, mientras que el latín vulgar explicaba los conceptos a través de muchos términos; se volvió una lengua analítica. El sermo vulgaris hace uso del artículo demostrativo para precisar el género y número del sustantivo al que acompañan: ille vir (el hombre) - illa femina (la mujer). En el latín vulgar se pierden las terminaciones que indicaban los seis casos del singular y del plural, conservando el acusativo. El género neutro se vuelve masculino, por ejemplo: baculum (báculo), corpus (cuerpo), damnum (daño), frigus (frío), cor (corazón).

## El latín tras la época clásica

### Edad Media
Tras la caída del Imperio romano, el latín todavía fue usado durante varios siglos como la única lengua escrita en el mundo posterior al estado romano. En la cancillería del rey, en la liturgia de la Iglesia católica o en los libros escritos en los monasterios, la única lengua usada era el latín. Un latín muy cuidado, aunque poco a poco se vio influido por su expresión hablada. Ya en el siglo VII, el latín vulgar había comenzado a diferenciarse originando el protorromance y después las primeras fases de las actuales lenguas romances.
Con el renacimiento carolingio del siglo IX, los mayores pensadores de la época, como el lombardo Pablo el Diácono o el inglés Alcuino de York, se ocuparon de reorganizar la cultura y la enseñanza en su imperio. En lo que se refiere al latín, las reformas se dirigieron a la recuperación más correcta de forma escrita, lo que le separó definitivamente de la evolución que siguieron las lenguas romances.
Luego, con el surgimiento de las primeras y pocas universidades, las enseñanzas dadas por personas que provenían de toda Europa eran rigurosamente en latín. Pero un cierto latín, el que no podía decirse que fuera la lengua de Cicerón u Horacio. Los doctos de las universidades elaboraron un latín particular, escolástico, adaptado a expresar los conceptos abstractos y ricos en elaborados matices de la filosofía de la época. El latín ya no era la lengua de comunicación que fue en el mundo romano; todavía era una lengua viva y vital, todo menos estática.

### Renacimiento
En el siglo XIV, en Italia, surgió un movimiento cultural que favoreció un renovado interés por el latín antiguo: el Humanismo. Comenzado ya por Petrarca, sus mayores exponentes fueron Poggio Bracciolini, Lorenzo Valla, Marsilio Ficino y Coluccio Salutati. Aquí la lengua clásica empezó a ser objeto de estudios profundos que marcaron el nacimiento, de hecho, de la filología clásica.

### Edad Moderna
En la Edad Moderna, el latín aún se usa como lengua de la cultura y de la ciencia, pero va siendo sustituido paulatinamente por los idiomas locales. En latín escribieron, por ejemplo, Nicolás Copérnico e Isaac Newton. Galileo fue de los primeros científicos en escribir en un idioma distinto del latín (en italiano, hacia 1600), y Oersted de los últimos en escribir en latín, en la primera mitad del siglo XIX.
Durante el periodo del Imperio Español, en América, el latín fue usado en los virreinatos de Nueva España y del Perú.

## Gramática
Al conjunto de formas que puede tomar una misma palabra según su caso se le denomina paradigma de flexión. Los paradigmas de flexión de sustantivos y adjetivos se denominan en gramática latina declinaciones, mientras que los paradigmas de flexión de los verbos se llaman conjugaciones. En latín el paradigma de flexión varía de acuerdo con el tema al que está adscrita la palabra. Los nombres y adjetivos se agrupan en cinco declinaciones, mientras que los verbos se agrupan dentro de cuatro tipos básicos de conjugaciones.

### Sustantivos
En latín, el sustantivo, el adjetivo (flexión nominal) y el pronombre (flexión pronominal) adoptan diversas formas de acuerdo con su función sintáctica en la oración, formas conocidas como casos gramaticales. Existen en latín clásico seis formas que pueden tomar cada sustantivo, adjetivo o pronombre («casos»):
1. nominativo: es usado cuando el sustantivo es el sujeto o atributo (o predicado nominal) de la oración o frase.
2. vocativo: identifica a la persona a la que se dirige el hablante, se podría decir que es una llamada de atención. Incluso, puede servir como saludo.
3. acusativo: se usa, sin rección de preposición alguna, cuando el sustantivo es el objeto directo de la frase, o bien como sujeto del denominado infinitivo «no concertado»; cuando va regido por una preposición, pasa a desempeñar la función sintáctica de complemento circunstancial.
4. genitivo: indica el complemento y las características del nombre (sustantivo o adjetivo).
5. dativo: se usa para señalar el objeto indirecto, con ciertos verbos y, a veces, como agente (en la conjugación perifrástica pasiva) y poseedor (con el verbo sum).
6. ablativo: caso gramatical que denota separación o movimiento desde un lugar. El latino además, incluía en él la causa, el agente, usos como instrumental, locativo y adverbial. También se pone en ablativo el término de una comparación de superioridad, inferioridad o igualdad.

Existen además restos de un caso adicional indoeuropeo: el locativo (indicando localización, bien en el espacio, bien en el tiempo): rurī 'en el campo', domī 'en (la) casa'.
El adjetivo también tiene formas flexivas, dado que concuerda necesariamente con un sustantivo en caso, género y número.

### Adjetivos
Los adjetivos modifican a los sustantivos o se predican de ellos, denotando relaciones de diversa naturaleza; es decir, expresan cualidades atribuidas a un sustantivo. En latín, el adjetivo concuerda en caso, género y número con el sustantivo al que acompaña. No siempre coincidirán en declinación y, por ende, en terminación. Podemos clasificar a los adjetivos en dos categorías, atendiendo a su declinación:
- Adjetivos de primera clase o 2-1-2: al poder concordar con un sustantivo de cualquier género, el adjetivo debe poder declinarse en cualquiera de ellos. Por consiguiente, esta primera clase se declina según este patrón: masculino (2ª declinación, como dominus, -i), femenino (1ª declinación, como rosa, -ae) y neutro (2ª declinación, como templum, -i). Un modelo de adjetivo 2-1-2 es bonus, -a, -um.
- Adjetivos de segunda clase: son aquellos que se declinan con la tercera declinación, pudiendo tener tres posibles estructuras:
  1. Una terminación: modelo felix, felicis. Los tres géneros se declinan con el mismo patrón (con nominativo y genitivo singular usados para crear el enunciado).
  2. Dos terminaciones: modelo fortis, forte. Separa al género neutro del masculino y del femenino.
  3. Tres terminaciones: modelo acer, acris, acre. Cada género se declina con una terminación diferente en su nominativo, siguiendo un sistema muy parecido a los adjetivos 2-1-2.

### Verbos
| pretérito pluscuamperfecto | miserat           |        |                 |         |
| Futuro                     | futuro imperfecto | mittet | futuro perfecto | miserit |

A grandes rasgos hay dos temas dentro de la conjugación del verbo latino, infectum y perfectum: en el infectum están los tiempos que no indican un fin, una terminación, como el presente, el imperfecto y el futuro; son tiempos que no señalan el acto acabado, sino que, sea que está ocurriendo en el presente, ocurría con repetición en el pasado (sin indicar cuando acabó), o bien un acto futuro. En este tema del verbo la raíz no cambia, al contrario que con el perfectum, que tiene su propia terminación irregular (capere: pf. cepi — scribere: pf. scripsi — ferre pf. tuli — esse pf. fui — dicere pf. dixi).
El perfecto (del latín perfectum, de perficere 'terminar', 'completar') en cambio indica tiempos ya ocurridos, terminados, que son el pretérito, el pluscuamperfecto y el futuro perfecto.
Ambos cuentan con los siguientes modos gramaticales (a excepción del imperativo, que no existe en perfectum): el indicativo, que expresa la realidad, certeza, la verdad objetiva; el subjuntivo expresa irrealidad, subordinación, duda, hechos no constatados, a veces usado como optativo; el imperativo, que denota mandato, ruego, exhortación, y el infinitivo, una forma impersonal del verbo, usada como subordinado ante otro, o dando una idea en abstracto. Con seis personas en cada tiempo —primera, segunda y tercera, cada una en singular y plural— y dos voces —activa cuando el sujeto es el agente y pasiva cuando el sujeto padece una acción no ejecutada por él—, más los restos de una voz media, un verbo no deponente normalmente posee unas 130 desinencias.
|     | Tema en    | 1.ª persona | 3.ª persona | futuro  | infinitivo |
| --- | ---------- | ----------- | ----------- | ------- | ---------- |
| 1.° | ā          | amō         | amat        | amābit  | amāre      |
| 2.° | ē          | habeō       | habet       | habēbit | habēre     |
| 3a  | consonante | dīcō        | dīcit       | dīcet   | dīcere     |
| 3b  | i "impura" | faciō       | facit       | faciet  | facere     |
| 4.° | ī          | audiō       | audit       | audiet  | audīre     |

Los verbos en latín usualmente se identifican por cinco diferentes temas de conjugaciones (los grupos de verbos con formas flexivas similares): el tema en -a larga (-ā-), el tema en -e larga (-ē-), tema en consonante, tema en -i larga (-ī-) y, por último, el tema en -i breve (-i-). Básicamente solo hay un modo de la conjugación latina de los verbos, pero vienen influidos por cierta vocal que provoca algunos cambios en sus desinencias. Por ejemplo, en su terminación de futuro: mientras lo común era indicarlo mediante un tiempo proveniente del subjuntivo, en los verbos influidos por E o A larga, el futuro sonaría exactamente igual que el presente, por lo que tuvieron que cambiar sus desinencias.

### Sintaxis
El objeto de la sintaxis es organizar las partes del discurso de acuerdo con las normas de la lengua para expresar correctamente el mensaje. La concordancia, que es un sistema de reglas de los accidentes gramaticales, en latín afecta a género, número, caso y persona. Esta jerarquiza las categorías gramaticales, de tal manera que el verbo y el adjetivo adecúan sus rasgos a los del nombre con el que conciertan. Las concordancias son adjetivo/sustantivo o de verbo/sustantivo. Obsérvese el ejemplo: «Animus aequus optimum est aerumnae condimentum» («Un ánimo equitativamente bueno es el condimento de la miseria»).
Mediante la construcción se sitúan los sintagmas en el discurso. En latín el orden de la frase es S-O-V, o sea, primero va el sujeto, el objeto, y al final el verbo. Esta idea de construcción supone que las palabras tienen ese orden natural; no es tan fácil de establecer en rigor. Un ejemplo de orden natural sería «Omnia mutantur, nihil interit» («Todo cambia, nada perece»). Por oposición, al orden que incluye desviaciones de la norma, por razones éticas o estéticas, se le da el nombre de figurado, inverso u oblicuo, como en «Vim Demostenes habuit», donde Demostenes ha sido desplazado de su primer lugar propio (el primer lugar en la frase podía usarse para señalar la palabra más importante: puesta en relieve).

## Fonética y fonología
| Letra                                                                                       | Letra   | Pronunciación | Pronunciación    |
| Letra                                                                                       | Letra   | Clásica       | Vulgar           |
| ------------------------------------------------------------------------------------------- | ------- | ------------- | ---------------- |
| a                                                                                           | A breve | [a̠]           | [a̠]              |
| ā                                                                                           | A larga | [a̠ː]          | [a̠]              |
| e                                                                                           | E breve | [ɛ]           | [ɛ]              |
| ē                                                                                           | E larga | [eː]          | [e]              |
| i                                                                                           | I breve | [i]           | [e]              |
| ī                                                                                           | I larga | [iː]          | [i]              |
| o                                                                                           | O breve | [ɔ]           | [ɔ]              |
| ō                                                                                           | O larga | [oː]          | [o]              |
| u                                                                                           | V breve | [u]           | [o]              |
| ū                                                                                           | V larga | [uː]          | [u]              |
| y                                                                                           | Y breve | [y]           | [e]              |
| ȳ                                                                                           | Y larga | [yː]          | [i]              |
| æ                                                                                           | Æ       | [a̠͡e̯ː] > [ɛː]  | [ɛ], a veces [e] |
| œ                                                                                           | Œ       | [ɔ͡e̯ː] > [e]   | [e]              |
| au                                                                                          | AV      | [a̠͡u̯ː]         | [a̠͡u̯ː] > [o]      |
| (Consúltese el Alfabeto Fonético Internacional para una explicación de los símbolos usados) |         |               |                  |

El latín se pronunciaba de forma diferente en los tiempos antiguos, en los tiempos clásicos y en los posclásicos; también era diferente el latín culto de los diversos dialectos de latín vulgar. Al ser el latín una lengua muerta, no se sabe con exactitud la pronunciación de la grafía latina: históricamente se han propuesto diversas formas. Las más conocidas son la eclesiástica (o italiana) que se acerca más a la pronunciación del italiano que a la del latín clásico, la pronuntiatio restituta (pronunciación reconstruida), que es el intento de reconstruir la fonética original, y la erasmista. La comparación con otras lenguas indoeuropeas también es importante para determinar el probable valor fonético de ciertas letras.
No hay un acuerdo entre los estudiosos. Pero parece ser que el latín, a lo largo de su historia, pasó por períodos en los que el acento era musical y por otros en los que el acento era de intensidad. Lo que está claro es que el acento tónico depende de la cantidad de las sílabas según el siguiente esquema:
1. Se puede decir que en latín no hay palabras agudas (acentuadas en la última sílaba). Sin embargo, puede ser que un número muy reducido de palabras, por ej. adhūc, haya tenido el acento al final.
2. Toda palabra de dos sílabas es llana.
3. Para saber la acentuación de las palabras de tres o más sílabas, hemos de conocer la cantidad de la penúltima sílaba. Si esta sílaba es "pesada" o "larga" por tener una vocal larga o por terminar en consonante, la palabra es llana; si es "ligera" o "breve", la palabra es esdrújula.
4. El latín tiene cuatro diptongos, que son: ae, au, eu, oe.

### Sistema vocálico[14][15]
El latín clásico tenía cinco vocales breves /a, e, i, o, u/ y cinco vocales largas /ā, ē, ī, ō, ū/ con valor de distinción fonológica.
El sistema fonológico del vocalismo latino estaba conformada por la oposición dos tipos de cantidad o duración: las vocales de mayor duración, denominadas largas, y las de menor duración, denominadas breves. En la actualidad el símbolo (˘) lo usamos para designar las vocales breves y el símbolo (¯) los empleamos para designar las vocales largas.
/ă/ breve /ĕ/ breve /ĭ/ breve /ŏ/ breve /ŭ/ breve
/ā/ larga /ē/ larga /ī/ larga /ō/ larga /ū/ larga
Los siguientes son algunos ejemplos de pares contrastivos donde la diferencia es solo la duración de una vocal.
| Ejemplo 1 | Ejemplo 2 | Equivalente español del ejemplo 1 | Equivalente español del ejemplo 2              |
| --------- | --------- | --------------------------------- | ---------------------------------------------- |
| ānus      | anus      | ano, anillo                       | vieja                                          |
| cēdō      | cedo      | cedo                              | dame                                           |
| dīcō      | dicō      | digo                              | dedico                                         |
| mālum     | malum     | manzana                           | calamidad, malo                                |
| nōvī      | novī      | conocí                            | nuevos (plural), del nuevo (genitivo singular) |
| ōs        | os        | boca                              | hueso                                          |
| pūtet     | putet     | hiede                             | piense                                         |
| vēnit     | venit     | vino                              | viene                                          |

La y (i græca) originalmente no formaba parte del sistema vocálico latino y solo aparecía en préstamos cultos griegos. Su pronunciación en el griego clásico correspondía aproximadamente a la de la u francesa o ü alemana [y]. En latín generalmente se pronunciaba como una i, pues para la población poco educada resultó difícil pronunciar la /y/ griega. Otras evidencias a favor de la existencia del sonido /y/ en latín es que era una de las tres letras claudias, concretamente la llamada sonus medius (escrito como: Ⱶ) se creó para representar un sonido intermedio entre [i] y [u], muy probablemente [y] (o tal vez [ɨ]) que aparecía estar detrás de ciertas vacilaciones como OPTUMUS / OPTIMUS 'óptimo', LACRUMA / LACRIMA 'lágrima'.
Tanto unas como otras podían darse en cualquier posición; es decir, no tenían ninguna relevancia fonológica el acento ni la intensidad.
El tratamiento de las vocales del latín clásico varía según el tipo de sílaba en que se encuentran. Estaban muy influenciadas por el acento. El acento original de la lengua “mater” del latín era musical y libre, pero ese sistema desapareció y ya no estaba reflejado en el latín clásico, en el que el acento carga sobre la penúltima sílaba si esta es larga y sobre la antepenúltima si la penúltima es breve. Sin embargo los estudiosos están divididos en lo que respecta a sus opiniones sobre la naturaleza del acento latino, aunque la opinión de la mayoría de los lingüistas cree que el acento tonal o musical es la que se mantuvo hasta el siglo IV d. C.
Las vocales del sistema fonológico latín clásico eran a, e, i, o, u, que podían ser largas o breves, y las combinaciones en diptongo de las tres primeras con las semivocales o sonantes i, u, r, l, m, n. El tratamiento de estos sonidos heredados en latín varía según el tipo de sílaba en que aparecen. Pueden dividirse en sílaba inicial, sílaba media y sílaba final. En el latín más antiguo estas vocales estaban acentuadas, y por ello se mantienen con regular constancia.
| /a/ aciēs | /ā/ māter | /e/ egō | /ē/ fēmina | /ə/ este sonido de la lengua mater del latín surge por la nacesidad de dar razón de ecuaciones como păater. | /i/ video | /ī/ vīdeo | /o/ octō | /ō/ dōnum | /u/ juvenis | /ū/ mūs |

| ai: ae | ei | oi: u | au | eu: ou | ou: u | ēi | ōu |
| ------ | -- | ----- | -- | ------ | ----- | -- | -- |

Sílabas no iniciales
En sílabas no iniciales, como hemos visto más arriba, las vocales breves y diptongos breves experimentaron alteraciones que diferían según la sílaba terminase en vocal o consonante. Todo esto lo podemos resumir bajo los epígrafes de las sílabas abiertas y las cerradas.
| Sílabas abiertas | Sílabas cerradas                               |
| ---------------- | ---------------------------------------------- |
| a                | a: e, y o: u; e, i y u permanecen inalteradas. |
| e                | a                                              |
| o                | e                                              |
| i                | o                                              |
| u                | u                                              |

| ei y ou experimentaron los mismos cambios que en sílaba inicial. |
| ai: ei en latín arcaico y luego pasó a: ī                        |
| au: ū                                                            |
| oi                                                               |

| Sílabas abiertas | Sílabas cerradas |
| ---------------- | ---------------- |
| a                | a: e             |
| e                | e                |
| o: e             | i                |
| i: e             | u                |
|                  | o: u             |

| ai | ei | oi | ei: ī |

Las sonantes
Ciertos tipos de sonidos, según el contexto fonético en que se hallen, funcionan como vocales o consonantes, es decir, como centro silábico o no.
| Ĭ en posición inicial se conservó. | ŭ se conservó en posición inicial ante vocales y entre vocales. | r | ṙ | l | İ en latín aparece como ol. | m | ṁ | n | ṅ |

Consonantismo
Las consonantes F, K, L, M, N, P, S se pronunciaban como en español. La B, D, G eran siempre oclusivas sonoras. La C representaba los sonidos [k] y [g] en latín arcaico, aunque en latín clásico se reservó solo para el sonido [k] al crearse la letra G. El dígrafo QU correspondía en latín tardío a [kw] (en latín arcaico seguramente era una labiovelar [kw]). La pronunciación de R sencilla no está clara. Podría haber sido como la del español (que según la posición es [ɾ] vibrante simple o [r] vibrante múltiple) o tal vez como la del italiano (que muchas veces es [ɾ] incluso en inicio de palabra); entre dos vocales podría haber sido igual a la "rr" del español (por lo que CARŌ sonaría con la misma de "rr" de "carro") o tal vez una geminada [ɾː]. La letra V representaba según el contexto la semiconsonante /w/ o las vocales /ŭ, ū/. En latín tardío V pasó a [β], reforzándose en [b] inicial en algunos dialectos occidentales y fricativa dándose [v] en la mayor parte de la Romania. La x tenía el sonido [ks], como en éxito. La Z originalmente no formaba parte del alfabeto latino y aparecía solamente en algunos préstamos griegos y correspondía, al principio, al sonido [dz] como en la palabra italiana gazza, luego terminó fricativizándose en [z].
No se sabe con certeza la pronunciación exacta de la s latina. Teniendo en cuenta que era la única sibilante en el sistema consonántico latino, y que en el desarrollo del francés podría haber sido la causa del desarrollo de la vocal [a] del francés medieval a [ɑ] antes de ella (ej. casse, del latín CAPSA, pronunciada originalmente [kasə] y luego [kɑsə]), muchos lingüistas consideran que tenía un sonido de realización apicoalveolar o predorsodental de /s/, parecido al del español del medio y norte de España. Algunos han propuesto que en muchas lenguas con una única sibilante el alófono principal de /s/ es apicoalveolar, ya que no existe la necesidad de distinguirlo de otro fonema que sería la [ʃ]. Aunque por otra parte, sí existen lenguas con una sibilante donde la /s/ no es apicoalveolar, por ejemplo el español de América. Quizás este hecho sea el origen del rotacismo intervocálico latino en palabras como FLOS > FLŌRĒS (< *floses).
El sistema consonántico del latín clásico estaba formado por cuatro subsistemas: el de las consonantes nasales, el de las líquidas, el de las semivocales y el de las orales no líquidas:
1. Nasales: el subsistema de las nasales tenía cuatro fonemas: /m/ /n/ /mm/ /nn/.
2. Líquidas: el subsistema de las líquidas tenía también cuatro fonemas: /l/ /r/ /ll/ /rr/.
3. Semivocales: solo había dos fonemas: /ḽ/ y /ṷ/.
4. Orales no líquidas: se agrupan en los llamados “haces de correlación”. El español tiene cuatro, pero el latín tiene tres: labiales, dentales y velares.

| Labiales | Dentales | Velares |
| -------- | -------- | ------- |
| /p/      | /t/      | /k/     |
| /b/      | /d/      | /g/     |
| /t/      | /s/      |         |

Los fonemas consonánticos comprendían una riza variedad de oclusivas, sordas (p, t, k, q y qʷ), sonoras (b, d, g, y gʷ), con los correspondientes sonidos aspirados. La única fricativa era la s. El latín no distingue entre la serie palatal y la velar ni entre aspiradas sordas y sonoras. Del sistema mencionado, el latín conservó generalmente p, t, k, (q), qʷ y b, d, g, (g), afectando los cambios importantes a las labiovelares sonoras y a las oclusivas aspiradas.
|              | Sordas | Sonoras | Sordas aspiradas | Sonoras aspiradas |
| ------------ | ------ | ------- | ---------------- | ----------------- |
| Palatales    | k      | g       | kh               | gh                |
| Labiovelares | qʷ     | gʷ      | qʷh              | gʷh               |
| Fricativas   | s      | z       | -                | -                 |

| Oclusivas labiovelares                                  | Oclusivas aspiradas                        |
| ------------------------------------------------------- | ------------------------------------------ |
| qʷ                                                      | gh: x: h                                   |
| gʷ en inicial ante vocal y en posición intervocálica: v | bh en posición inicial: f                  |
|                                                         | dh: f que se mantiene en posición inicial. |
|                                                         | gh: x y luego ante y entre vocales: h.     |
|                                                         | gʷ                                         |

## Evolución del latín: el latín vulgar
Latín vulgar (en latín, sermo vulgaris) (o latín tardío) es un término que se emplea para referirse a los dialectos vernáculos del latín hablado en las provincias del Imperio romano. En particular, el término se refiere al período tardío, que abarca hasta que esos dialectos se diferenciaron los unos de los otros lo suficiente como para que se les considerase el período temprano de las lenguas romances. La diferenciación que se suele asignar al siglo IX aproximadamente.
Ya en el ámbito de la gramática, habría que destacar los siguientes fenómenos: en el sistema verbal, la creación de formas compuestas (normalmente mediante la combinación de habere con el participio pasado de otro verbo) paralelas al paradigma sintético ya existente; y la construcción de la pasiva con el auxiliar ser y el participio del verbo que se conjuga (el francés y el italiano también emplean ser como auxiliar en los tiempos compuestos de verbos de «estado» y «movimiento»).
Los seis casos de la declinación latina se redujeron y posteriormente se reemplazaron con frases prepositivas (el rumano moderno mantiene un sistema de tres casos, tal vez por influencia eslava; hasta el siglo XVIII también algunas variantes romanches de Suiza tenían caso). Si en latín no había artículos, los romances los desarrollaron a partir de los determinantes; son siempre proclíticos, menos en rumano, lengua en la que van pospuestos al sustantivo.
En cuanto a los demostrativos, la mayoría de las lenguas románicas cuenta con tres deícticos que expresan «cercanía» (este), «distancia media» (ese) y «lejanía» (aquel). Sin embargo, el francés, el rumano y el extinto romance andalusí distinguen solo dos términos (uno para «proximidad» y otro para «lejanía»). El género neutro desapareció en todas partes menos en Rumania, Galicia y Asturias, en la que existen algunos sustantivos no contables con terminación en neutro (-o) y una terminación propia igual en el adjetivo cuando concuerda con sustantivos no contables o "de materia", ya acaben en -a, -o, -u o consonante. El orden sintáctico responde a la libre disposición de los elementos en la oración propia del latín. Aun así domina ordenación sintagmática de sujeto + verbo + objeto (aunque las lenguas del sureste permiten mayor flexibilidad en la ubicación del sujeto).

### Cambios fonéticos
El latín tardío o latín vulgar cambió muchos de los sonidos del latín culto o clásico (1).
Los más importantes procesos fonológicos que afectaron al consonantismo fueron: la edición de intervocálicas (las sordas se sonorizan y las sonoras desaparecen) y la palatalización de consonantes velares y dentales, a menudo con una africación posterior (lactuca > gallego, leituga; español, lechuga; catalán, lletuga). Ambos procesos tuvieron mayor incidencia en el Oeste (de las lenguas occidentales, el sardo fue la única que no palatalizó). Otra característica es la reducción de las geminadas latinas, que solamente preservó el italiano.
- Los fonemas /k/ y /t/ se palatalizan si les precede una yod:
  - Si a <c, qu> /k/ sigue una /e/ o /i/ muta a /tʃ/ en la Romania oriental y /ts/ en la occidental (y según la evolución de cada lengua romance, posteriormente a /s/ o /θ/).
  - Si a /t/ sigue una /i/ en diptongo muta a /ts/.
- Palatización del fonema /g/ hacia una [ʤ] ante e, i que después muy pronto se fricativizó en la Romania occidental resultando en una [ʒ]; este último sonido fue el que se conservó en francés, catalán y portugués, mientras que en español, primero se ensordeció dando una [ʃ] que luego terminó velarizándose en el sonido moderno de la jota /x/ durante los siglos XVI y XVII.
- Los diptongos ae y oe pasaron a ser /ε/ (e abierta) y /e/ (e cerrada) y el diptongo au, da paso a ou y finalmente /o/.
- El sistema de 10 fonemas vocálicos, 5 largos y 5 breves, se fue perdiendo, pasando a ser de 7, sufriendo luego más cambios en las lenguas romances. Así en el español, por ejemplo, las variantes abiertas [ε] y [ɔ] se convirtieron en los diptongos ie [je] y ue [we], respectivamente, mientras que en el sardo se fusionaron con las variantes cerradas /e/ y /o/; por lo tanto estos dos idiomas cuentan con solo cinco vocales: /a, e, i, o, u/.
- Todas las oclusivas finales (t, d, k, p, b) y la nasal /m/ se perdieron por lenición.

Aquí también se podrían agregar algunos otros cambios fonéticos, como la pérdida de la /d/ intervocálica en español o la pérdida de la /n/ y /l/ en portugués, gallego, catalán y occitano.

### Cambios morfosintácticos

#### Declinación
| Latín clásico | Latín clásico |
| ------------- | ------------- |
| Nominativo:   | rosa          |
| Acusativo:    | rosam         |
| Genitivo:     | rosae         |
| Dativo:       | rosae         |
| Ablativo:     | rosā          |
| Latín vulgar  |               |
| Nominativo:   | rosa          |
| Acusativo:    | rosa          |
| Genitivo:     | rose          |
| Dativo:       | rose          |
| Ablativo:     |               |

| Latín clásico | Latín clásico |
| ------------- | ------------- |
| Nominativo:   | bonus         |
| Acusativo:    | bonum         |
| Genitivo:     | bonī          |
| Dativo:       | bonō          |
| Ablativo:     | bonō          |
| Latín vulgar  |               |
| Nominativo:   | bonus         |
| Acusativo:    | bonu          |
| Genitivo:     | boni          |
| Dativo:       | bonu          |
| Ablativo:     |               |

El latín de ser una marcada lengua sintética pasó a ser poco a poco una lengua analítica, en la que el orden de las palabras es un elemento de sintaxis necesario. Ya en el latín arcaico empezó a constatarse la desestima de este modelo y se advierte su reemplazo por un sistema de preposiciones. Este sistema no se propició de forma definitiva hasta que ocurrieron los cambios fonéticos del latín vulgar. Esto provocó que el sistema de casos fuera difícil de mantener, perdiéndolos paulatinamente en un lapso relativamente rápido.
Algunos dialectos conservaron una parte de este tipo de flexiones: el francés antiguo logró mantener un sistema de casos con un nominativo y uno oblicuo hasta entrado el siglo XII. El occitano antiguo también conservó un sistema parecido, así como el retorromano, que lo perdió hace unos 100 años. El rumano aún preserva un separado genitivo-dativo con vestigios de un vocativo en las voces femeninas.
La distinción entre el singular y el plural se marcaba con dos formas diferentes en las lenguas romances. En el norte y en el oeste de la línea Spezia-Rimini, al norte de Italia, el singular usualmente se distingue del plural por una /s/ final, que se presenta en el antiguo plural acusativo. Al sur y al este de esta misma línea, se produce una alternancia vocálica final, proveniente del nominativo plural de la primera y la segunda declinación.

#### Deixis
La influencia del lenguaje coloquial, que prestaba mucha importancia al elemento deíctico o señalador, originó un profuso empleo de los demostrativos. Aumentó muy significativamente el número de demostrativos que acompañaban al sustantivo, sobre todo haciendo referencia a un elemento nombrado antes. En este empleo anafórico, el valor demostrativo de ille (o de ipse, en algunas regiones) fue desdibujándose para aplicarse también a todo sustantivo que se refiriese a seres u objetos consabidos. De este modo, surgieron los artículos definidos (el, la, los, las, lo) inexistentes en latín clásico y presentes en todas las lenguas romances. A su vez, el numeral unus, empleado con el valor indefinido de alguno, cierto, extendió sus usos acompañando al sustantivo que designaba entes no mencionados antes, cuya entrada en el discurso suponía la introducción de información nueva. Con ese nuevo empleo de unus, surgieron los artículos indefinidos (un, una, unos, unas) que tampoco existían en latín clásico.

### Determinantes
En latín clásico los determinantes solían quedar en el interior de la frase. Sin embargo, el latín vulgar propendía a una colocación en que las palabras se sucedieran con arreglo a una progresiva determinación, al tiempo que el período sintáctico se hacía menos extenso. Al final de la época imperial este nuevo orden se abría paso incluso en la lengua escrita, aunque permanecían restos del antiguo, sobre todo en las oraciones subordinadas.
Las preposiciones existentes hasta ese momento eran insuficientes para las nuevas necesidades gramaticales y el latín vulgar tuvo que generar nuevas. Así, se crearon muchas preposiciones nuevas, fusionando muchas veces dos o tres que ya existiesen previamente, como es el caso de detrás (de + trans), dentro (de + intro), desde (de + ex + de), hacia (facie + ad), adelante (adenante + ad + de + in + ante).

## Uso moderno del latín
Hoy en día, el latín sigue siendo utilizado como lengua litúrgica oficial de la Iglesia católica de rito latino. Su estatus de lengua muerta (no sujeta a evolución) le confiere particular utilidad para usos litúrgicos y teológicos, ya que es necesario que los significados de las palabras se mantengan estables. Así, los textos que se manejan en esas disciplinas conservarán su significado y su sentido para lectores de distintos siglos. Además, esta lengua se usa en medios radiofónicos y de prensa de la Santa Sede. El papa entrega sus mensajes escritos en este idioma; las publicaciones oficiales de la Santa Sede son en latín, a partir de las cuales se traducen a otros idiomas. En noviembre de 2012 fue fundada la Pontificia Academia de Latinidad por el papa Benedicto XVI para potenciar el latín en todo el mundo. En la Iglesia anglicana, después de la publicación del Libro de Oración Común anglicano de 1559, una edición en latín fue publicada en 1560 para usarse en universidades; como en la de Oxford, donde la liturgia se celebra aún en latín. Más recientemente apareció una edición en latín del Libro de Oración Común de los Estados Unidos de 1979.
Por otra parte, la nomenclatura de especies y grupos de la clasificación biológica sigue haciéndose con términos en latín o latinizados. Además de la terminología de la filosofía, derecho y medicina, donde se preservan muchos términos, locuciones y abreviaciones latinas. En la cultura popular aún puede verse escrito en los lemas de universidades u otras organizaciones y también puede oírse en diálogos de películas que se desarrollan en época romana como Sebastiane y La Pasión de Cristo.